# Плакун (водопад)
Плакун — семиметровый водопад в Пермском крае неподалёку от поселка Суксун вблизи деревень Пепёлыши и Сасыково. Образован ручьём, впадающим в реку Сылва — вода падает с высокого берега реки. Является гидрогеологическим памятником природы Пермского края (памятник природы регионального значения).

## Описание
Водопад расположен напротив деревни Сасыково и в двустах метрах от деревни Пепёлыши, ниже по течению от пешеходного подвесного моста между этими деревнями.
Вода ручья, начинающегося из Ильинского источника (выход подземных вод) в 15 метрах от водопада, низвергается с 7-метрового обрыва в русло реки Сылва.
Водопад является памятником природы регионального значения «Ландшафтный памятник природы „Плакун“».
В 1958 году водопад был обследован под руководством гидрогеолога Леонида Андреевича Шимановского.
По данным 1958 года расход воды составлял 15–20 л/с, температура воды около 5 °C, вода карбонатная, по руслу ручья и водопада есть отложения карбоната кальция.
Водопад популярен у туристов, а также является местом совершение православных крещенских обрядов. Вблизи водопада сооружена часовня Св. Ильи.

## В культуре
С водопадом связаны несколько легенд.
В ранней легенде водопад считается слезами заточённой в пещере девушки. По ней одну девушку хотели выдать замуж за местного богача, но она воспротивилась и хотела быть с возлюбленным. Тогда её заточили в пещере в недрах горы, поставив условием освобождения её согласие на замужество с богачом. Девушка страдает, плачет, и её слезы образуют падающий со скалы водопад.
Более поздняя православная легенда гласит, что  в конце XVII века во время рыбалки татарин Тохтар несколько дней подряд видел у водопада плывущую по реке одну и ту же икону «Неопалимая Купина», наконец выловил её и передал в ближайший мужской монастырь. В честь такого "чуда" на берегу Сылвы возвели часовню. В 1694 году эту икону перенесли в новую деревянную Богородицкую церковь, построенную в этом году в Тохтарево, и, по легенде, икона сама много раз оказывалась в старой церкви, хотя её каждый раз переносили в новую.

Упомянутая в легенде икона с 1940-х годов (после ликвидации православного прихода в Тохтарево) находится в Петропавловской церкви в Суксуне.